# Agence France-Presse
L'Agence France-Presse (AFP) és una agència de notícies internacional francesa amb seu a París, França. Fundada el 1835 com a Havas, és l'agència de notícies més antiga del món i una de les més grans i prestigioses, juntament amb Reuters i Associated Press.
AFP té seus regionals a Nicòsia, Montevideo, Hong Kong i Washington, DC, i oficines a 151 països en 201 ubicacions. L'AFP fa notícies, vídeos, fotos i gràfics en francès, anglès, àrab, portuguès, espanyol i alemany.

## Història

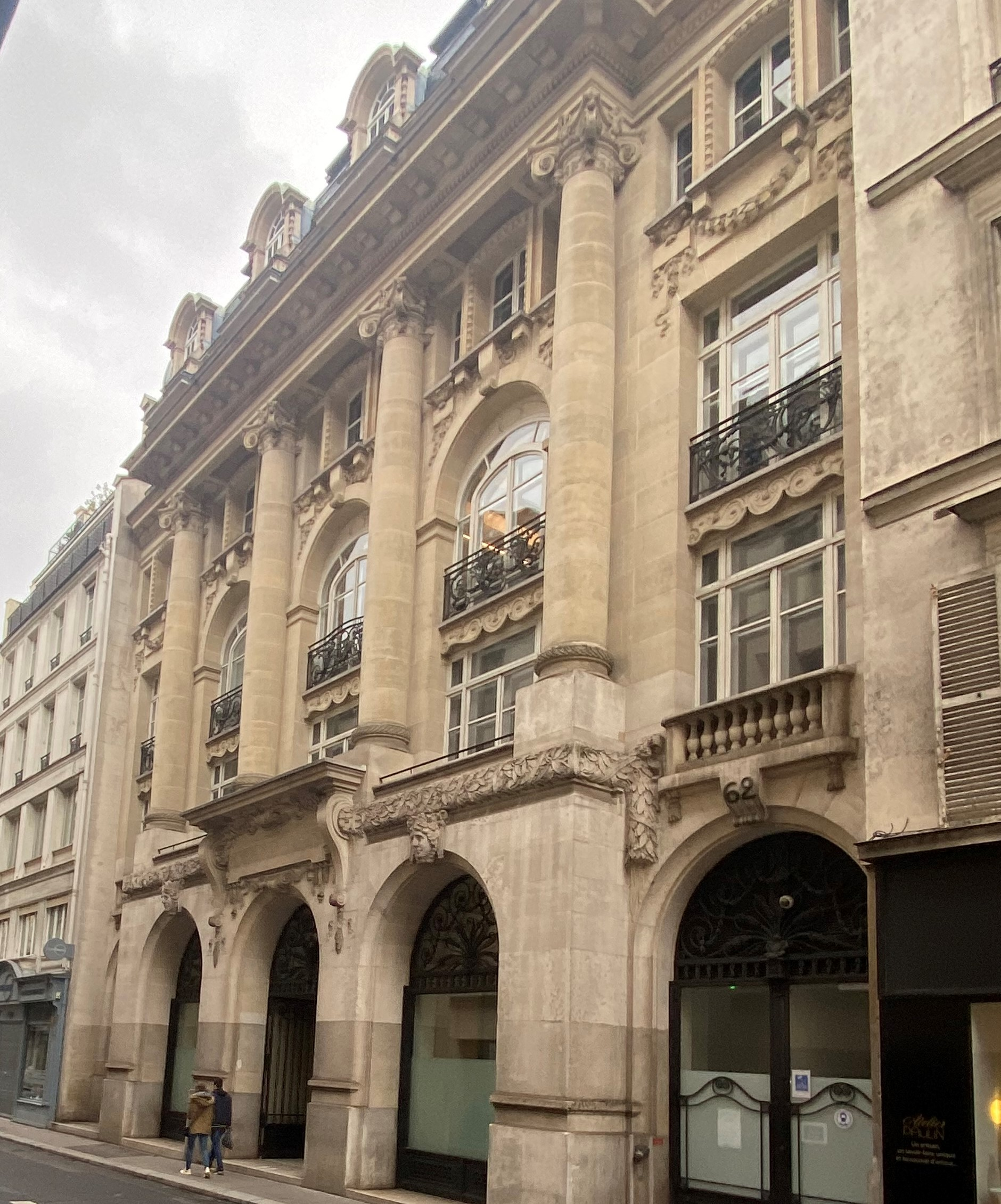
Edifici al 62, rue de Richelieu de París, construït per la Société générale des Annonces i utilitzat per Havas des de 1921 com a seu central de les seves operacions publicitàries, que encara es coneix com Havas.

L'Agence France-Presse té els seus orígens a l'Agence Havas, fundada el 1835 a París per Charles-Louis Havas, convertint-se en el servei de notícies més antic del món. L'agència va ser pionera en la recollida i difusió de notícies amb una perspectiva comercial i s'havia consolidat com una empresa global a finals del segle xix. Dos empleats d'Havas, Paul Julius Reuter i Bernhard Wolff, van fer les seves pròpies agències de notícies a Londres i Berlín respectivament.
En 1940, quan les forces alemanyes van ocupar França durant la Segona Guerra Mundial, l'agència de notícies va ser assaltada per les autoritats i rebatejada com a "Office français d'information" (Oficina francesa d'informació); només l'empresa de publicitat va conservar el nom Havas. El 20 d'agost de 1944, quan les forces aliades es traslladaven a París, un grup de periodistes de la Resistència francesa es va apoderar de les oficines de la FIO i va emetre el primer missatge de notícies des de la ciutat alliberada sota el nom d'Agence France-Presse.
Establerta com a empresa estatal, AFP va desenvolupar durant la postguerra una xarxa de corresponsals internacionals. Un d'ells va ser el primer periodista occidental que va informar de la mort del líder soviètic Joseph Stalin el 6 de març de 1953. L'AFP volia deixar de tenir un estatus semioficial, i el 10 de gener de 1957, el Parlament francès va aprovar una llei que n'establia la independència. Des d'aquesta data, la proporció dels ingressos de l'agència generada per les subscripcions dels departaments governamentals ha disminuït progressivament. Aquestes subscripcions van representar 115 milions d'euros el 2011.
L'any 1982, l'agència va començar a descentralitzar la presa de decisions editorials instal·lant el primer dels seus cinc centres regionals autònoms a Hong Kong, que en aquell moment era territori dependent britànic, establint a cada regió té el seu propi pressupost, director administratiu i redactor en cap. El setembre de 2007, es va posar en marxa la Fundació AFP per promoure estàndards més elevats de periodisme a tot el món.
L'Arxiu Mitrokhin va identificar sis agents i dos contactes confidencials del KGB dins de l'Agence France-Presse que van ser utilitzats en operacions soviètiques a França.
El 1991, AFP va crear una empresa conjunta amb Extel per crear un servei de notícies financeres, AFX News. Aquesta empresa la va adqurir Thomson Financial el 2006.
L'octubre de 2008, el govern de França va anunciar mesures per canviar l'estatus de l'AFP, incloent-hi la participació d'inversors externs. El 27 de novembre d'aquell any, els principals sindicats representats al comitè d'empresa, que eren CGT, Force Ouvrière, Syndicat national des journalistes, Union syndicale des journalistes CFDT i SUD, es van oposar al que consideraven un intent de privatització de l'agència.
El 10 de desembre de 2009, el ministre de Cultura francès, Frédéric Mitterrand, va anunciar que estava creant un Comitè d'Experts dirigit per l'antic conseller delegat de l'AFP Henri Pigeat per estudiar els plans de futur de l'agència. El 24 de febrer de 2010, Pierre Louette va anunciar inesperadament la seva intenció de dimitir com a conseller delegat a finals de març i passar a treballar a France Télécom.
El novembre de 2013, AFP i Getty Images van haver de pagar una compensació d'1,2 milions de dòlars al fotoperiodista autònom Daniel Morel per utilitzar les seves imatges publicades a Twitter relacionades amb el terratrèmol d'Haití del 2010 sense el seu permís, en violació dels drets d'autor i les condicions del servei de Twitter.
L'estatut de l'AFP es va modificar l'any 2015 per adaptar-lo a la legislació europea mitjançant la Llei núm. 2015-433, de 17 d'abril de 2015. D'aquesta manera el finançament estatal de l'AFP va passar a estructurar-se en dos components:
- Compensació econòmica per a les missions d'interès general de l'Agència
- Subscripcions comercials de l'Estat

El 2023 conseller delegat i president és Fabrice Fries i el director de notícies globals és Phil Chetwynd.

## Premis i guardons
El 1983, es va atorgar el premi Albert Londres a Patrick Meney, que va escriure diversos articles sobre 600 francesos detinguts per força al Gulag després de la Segona Guerra Mundial. El 1984 es va publicar el seu llibre Les Mains coupées de la Taïga.
El 1988, Sammy Ketz va rebre el següent premi Albert Londres. Juntament amb el seu col·lega Serge Chalandon, va cobrir els esdeveniments de la Guerra Civil Líbia durant 6 anys.
El 17 d'octubre de 2014, la directora internacional de l'AFP, Michèle Léridon, va rebre el Premi d'Investigació i Reportatge al Congrés Internacional de Periodisme i Informació.
El desembre de 2014, Bülent Kiliç va ser nomenat Fotoperiodista de l'any de la revista Time per les seves cobertures a l'Orient Mitjà i Europa. El fotògraf va rebre el mateix reconeixement del diari The Guardian.

## Projectes AFP
Departament d'infografia
L'any 1988, l'agència crea AFP Graphics, el seu propi departament d'infografia, que a principis de la dècada del 2020 crea uns 70 gràfics per dia. Segons la informació facilitada pel web de l'agència, temàticament les infografies tenen la següent distribució: 31% - política, 27% - economia, 18% - esports, 12% - societat, 10% - notícies generals, 2% - cultura i mitjans de comunicació. Les infografies estan disponibles en 6 idiomes: francès, anglès, àrab, portuguès, espanyol i alemany.
Plataforma de continguts
L'any 2014, l'AFP llança AFP Forum una plataforma de continguts disponible en tots els mitjans electrònics: ordinadors, tauletes i telèfons mòbils. El Fòrum de l'AFP es divideix en diverses seccions, com ara pàgina d'inici, materials de text, fotos, vídeos i gràfics. Les notícies es poden filtrar per títols, etiquetes i per regions geogràfiques. Tota la informació està disponible en 6 idiomes: francès, anglès, àrab, portuguès, espanyol, alemany, xinès tradicional i simplificat. En total, hi ha uns 1250 materials il·lustrats al dia, disponibles en diversos formats.
Serveis de vídeo
El juliol de 2001, l'agència va anunciar el llançament dels serveis de vídeo, AFP Video services. Ja el 2007, l'agència havia impulsat AFPTV, un projecte per fer en vídeo HD totes les notícies del 2011. A partir del 2015, fan 200 vídeos en 7 idiomes diferents cada dia.
Serveis mòbils
El 2008 van crear AFP Mobile services, una plataforma digital separada per a telèfons mòbils. Està disponible en 6 idiomes (francès, anglès, àrab, portuguès, espanyol, alemany) i es divideix en 22 blocs temàtics. A més de l'apartat per títols, les notícies es divideixen en 100 categories, 43 països, 70 ciutats i 100 hashtags.

## Estatuts
AFP opera sota una llei de 1957 com a negoci comercial independent del govern francès. L'AFP està administrada per un conseller delegat i una junta formada per 15 membres:
- Vuit representants de la premsa francesa ;
- Dos representants dels treballadors de l'AFP;
- Dos representants de Serveis Públics de ràdio i televisió;
- Tres representants del govern. Un és nomenat pel primer ministre, un altre pel ministre de Finances i un tercer pel ministre d'Afers Exteriors.

La missió de l'AFP està definida en els seus estatuts:
- L'Agence France-Presse no pot tenir en cap cas influències o consideracions susceptibles de comprometre l'exactitud o l'objectivitat de la informació que facilita; en cap cas pot caure sota el control, ni de fet ni de dret, de cap agrupació ideològica, política o econòmica;
- En la mesura que els seus recursos ho permetin, l'Agence France-Presse ha de desenvolupar i millorar la seva organització per oferir als usuaris francesos i estrangers informació exacta, imparcial i fiable de manera regular i ininterrompuda;
- L'Agence France-Presse ha de garantir, en la mesura que els seus recursos ho permetin, l'existència d'una xarxa d'equipaments que li donen la condició de servei d'informació mundial.

El consell elegeix el conseller delegat per un mandat renovable de tres anys. L'AFP també té un consell encarregat de vetllar perquè l'agència funcioni d'acord amb els seus estatuts, que exigeixen independència i neutralitat. Editorialment, l'AFP la fan una xarxa de periodistes sèniors.
El client principal d'AFP és el govern francès, que compra subscripcions per als seus diferents serveis. A la pràctica, aquestes subscripcions són una subvenció indirecta a l'AFP. Els estatuts de l'agència prohibeixen les subvencions públiques directes.

### Nombre d'empleats
Amb seu a París, AFP cobreix 151 països, amb 201 oficines, 50 corresponsals locals i cinc centres regionals: Washington (Amèrica del Nord) Hong Kong (Àsia-Pacífic) Montevideo (Amèrica Llatina) Nicòsia (Orient Mitjà) París (Europa i Àfrica).
Amb dades del 2020, l'AFP assegura donar feina a 2.400 persones de 100 nacionalitats diferents, inclosos 1.700 periodistes. Ofereix informació en sis idiomes (francès, anglès, espanyol, alemany, portuguès i àrab).

## Inversions
Les inversions destacades inclouen:
- thAFP GmbH és la filial d'AFP a Alemanya, que produeix serveis en alemany per a la premsa local, Internet i clients corporatius.
- Sport-Informations-Dienst (SID) produeix informació esportiva en alemany.
- Ciutizenside. El 2007, l'AFP va comprar una participació del 34% a Scooplive, una agència de notícies ciutadanes de fotos i vídeos en línia. Establert a França el 2006, Scooplive va passar a anomenar-se Citizenside després d'aquesta inversió, però AFP aviat va vendre les seves accions a l'agregador de notícies Newzulu.[23]

## Presidents
- 1944 – 1945: Martial Bourgeon
- 1945: François Crucy
- 1945 – 1947: Maurice Nègre
- 1947 – 1950: Paul Louis Bret
- 1950 – 1954: Maurice Nègre
- 1954 – 1975: Jean Marin
- 1975 – 1978: Claude Roussel
- 1978 – 1979: Roger Bouzinac
- 1979 – 1986: Henri Pigeat
- 1987 – 1990: Jean Louis Guillaud
- 1990 – 1993: Claude Moisy
- 1993 – 1996: Lionel Fleury
- 1996 – 1999: Jean Miot
- 1999 – 2000: Eric Giuly
- 2000 – 2005: Bertrand Eveno
- 2005 – present: Pierre Louette